# Dynamic Kernel Module Support
Dynamic Kernel Module Support (DKMS) es un framework usado para generar módulos del núcleo Linux cuyas fuentes no suelen residir en el árbol fuente del núcleo Linux. DKMS habilita controladores de núcleo para ser automáticamente reconstruidos cuando un nuevo núcleo es instalado lo que hace posible usar un nuevo núcleo inmediatamente, en lugar de esperar que módulos compatibles de terceras partes para ser liberado.
DKMS fue escrito por el Equipo de Ingenieros de Linux en Dell en 2003. Ya está incluido en muchas distribuciones del sistema operativo Linux, como Ubuntu 8.10.
Es software libre liberado bajo los términos de la GNU General Public License (GPL) v2 o posterior.